# 히비노 다케시
히비노 다케시(일본어: 日比野 武, 1920년 4월 22일 ~ 1975년 9월 16일)는 일본의 전 프로 야구 선수이자 야구 지도자이다. 아이치현 출신이며 현역 시절 포지션은 포수였다.

## 인물
도호 상업학교 시절부터 강한 어깨, 강한 타격으로 정평이 나있다. 1939년 한큐군에 입단하면서 주전 포수로 활약했는데 ‘느림보의 히비노’(鈍足の日比野)라고 불리던 때도 있었지만 한큐 시절에만 해도 69개의 2루타, 43개의 루타를 기록하며 이때다 싶은 때는 과감한 주루를 선보였다. 1941년 5월 20일에 일어났던 프로 야구 최초의 무효 경기(한신전)도 히비노가 2루에 있을 때의 낙구를 둘러싸고 일어난 것이다. 포수다운 단단한 신체로 팔의 힘도 강했고 1939년, 1941년, 1946년에는 팀내 최다 홈런을 기록했다. 1947년에는 한신 고시엔 구장에 러키 존이 생긴 해에는 최초의 러키 존 홈런도 기록했다. 1950년에 창단한 니시닛폰 파이레츠에 우다카 이사오가 한큐에서 선수를 뽑아 히비노도 함께 이적했다.
이듬해 1951년 팀이 합병 당시에 ‘리그 선수 보유권’을 방패로 하여 한때 요미우리 자이언츠가 끌어들였지만 후에 우다카의 접촉에 의해 니시테쓰 라이온스로 옮겼다. 니시테쓰에서도 주전 포수로 활약하는 등 팀의 황금 시대에 기여했다. 주니치 드래곤스와 맞붙은 1954년 일본 시리즈에서는 공식전 112경기에서 홈런 3개를 쳤음에도 불구하고 일본 시리즈 7경기에서 3홈런을 때려내는(양팀 합쳐서 5개의 홈런만) 등의 활약으로 수위 타자상과 수위 홈런상을 수상했다. 그 후 와다 히로미의 활약으로 출전 기회가 줄어들면서 1959년에 현역에서 은퇴했다.
1958년 일본 시리즈에서는 4차전 경기 도중에서부터 와다를 대신하여 남은 경기 대부분을 지켰다. 그 이후 이나오 가즈히사의 피칭이 극적으로 좋아지면서 3연패 후 4연승이라는 대역전의 포석이 됐다고 알려졌다. 
은퇴 후 1960년부터 1961년까지 니시테쓰의 코치를 2년 간 지냈으며 1962년부터 스카우트를 맡았다. 1975년에 향년 55세의 나이로 사망했다.
난카이 호크스의 노무라 가쓰야가 ‘속삭임 전술’을 쓰게 된 것은 히비노를 참고했기 때문이다.

## 상세 정보

### 출신 학교
- 주쿄 상업학교(중퇴)
- 도호 상업학교

### 선수 경력
- 한큐군·한큐 브레이브스(1939년 ~ 1942년, 1946년 ~ 1949년)
- 니시닛폰 파이레츠(1950년)
- 니시테쓰 라이온스(1951년 ~ 1959년)

### 지도자 경력
- 니시테쓰 라이온스 코치(1960년 ~ 1961년)

### 수상·타이틀 경력
- 일본 시리즈 수위 타자상 : 1회(1954년)
- 일본 시리즈 수위 홈런상 : 1회(1954년)

### 개인 기록
- 통산 1000경기 출장 : 1953년 4월 2일 ※역대 14번째
- 올스타전 출장 : 2회(1955년, 1956년)

### 등번호
- 12(1939년 ~ 1942년, 1951년 ~ 1959년)
- 1(1946년 ~ 1948년)
- 2(1949년)
- 26(1950년)
- 50(1960년 ~ 1961년)

### 연도별 타격 성적
| 연 도       | 소 속       | 경 기 | 타 석 | 타 수 | 득 점 | 안 타 | 2 루 타 | 3 루 타 | 홈 런 | 루 타 | 타 점 | 도 루 | 도 루 자 | 희 생 번 | 희 생 플 | 볼 넷 | 고 4 | 사 구 | 삼 진 | 병 살 타 | 타 율 | 출 루 율 | 장 타 율 | O P S |
| ----------- | ----------- | ----- | ----- | ----- | ----- | ----- | ------- | ------- | ----- | ----- | ----- | ----- | -------- | -------- | -------- | ----- | ---- | ----- | ----- | -------- | ----- | -------- | -------- | ----- |
| 1939년      | 한큐        | 75    | 272   | 242   | 23    | 49    | 6       | 0       | 3     | 64    | 26    | 5     | --       | 3        | 2        | 25    | --   | 0     | 34    | --       | .202  | .277     | .264     | .542  |
| 1940년      | 한큐        | 42    | 117   | 99    | 5     | 18    | 2       | 0       | 0     | 20    | 7     | 0     | --       | 1        | 2        | 15    | --   | 0     | 5     | --       | .182  | .289     | .202     | .491  |
| 1941년      | 한큐        | 82    | 328   | 287   | 21    | 63    | 7       | 1       | 3     | 81    | 29    | 0     | --       | 5        | --       | 34    | --   | 1     | 16    | --       | .220  | .304     | .282     | .587  |
| 1942년      | 한큐        | 89    | 292   | 261   | 11    | 44    | 6       | 0       | 1     | 53    | 14    | 1     | 0        | 3        | --       | 27    | --   | 1     | 18    | --       | .169  | .249     | .203     | .452  |
| 1946년      | 한큐        | 78    | 250   | 223   | 26    | 60    | 9       | 2       | 4     | 85    | 27    | 0     | 1        | 5        | --       | 22    | --   | 0     | 13    | --       | .269  | .335     | .381     | .716  |
| 1947년      | 한큐        | 104   | 340   | 322   | 23    | 75    | 14      | 1       | 2     | 97    | 27    | 0     | 0        | 6        | --       | 10    | --   | 2     | 11    | --       | .233  | .260     | .301     | .562  |
| 1948년      | 한큐        | 116   | 422   | 385   | 29    | 101   | 14      | 0       | 1     | 118   | 48    | 2     | 2        | 2        | --       | 33    | --   | 1     | 19    | --       | .262  | .322     | .306     | .629  |
| 1949년      | 한큐        | 127   | 459   | 419   | 34    | 107   | 11      | 0       | 9     | 145   | 60    | 1     | 2        | 6        | --       | 32    | --   | 2     | 14    | --       | .255  | .311     | .346     | .657  |
| 1950년      | 니시닛폰    | 107   | 390   | 348   | 40    | 100   | 13      | 2       | 10    | 147   | 47    | 0     | 2        | 3        | --       | 39    | --   | 0     | 18    | 8        | .287  | .359     | .422     | .782  |
| 1951년      | 니시테쓰    | 94    | 356   | 307   | 31    | 83    | 12      | 0       | 6     | 113   | 39    | 1     | 1        | 10       | --       | 36    | --   | 3     | 26    | 9        | .270  | .353     | .368     | .721  |
| 1952년      | 니시테쓰    | 78    | 289   | 254   | 20    | 69    | 7       | 0       | 8     | 100   | 40    | 1     | 1        | 12       | --       | 22    | --   | 1     | 18    | 4        | .272  | .332     | .394     | .726  |
| 1953년      | 니시테쓰    | 86    | 312   | 272   | 16    | 54    | 10      | 0       | 4     | 76    | 32    | 0     | 1        | 15       | --       | 25    | --   | 0     | 36    | 6        | .199  | .266     | .279     | .545  |
| 1954년      | 니시테쓰    | 112   | 360   | 317   | 13    | 73    | 11      | 0       | 3     | 93    | 36    | 2     | 2        | 13       | 0        | 27    | --   | 3     | 27    | 11       | .230  | .297     | .293     | .590  |
| 1955년      | 니시테쓰    | 113   | 321   | 280   | 21    | 65    | 12      | 0       | 1     | 80    | 29    | 3     | 2        | 10       | 3        | 26    | 1    | 2     | 26    | 5        | .232  | .302     | .286     | .588  |
| 1956년      | 니시테쓰    | 124   | 285   | 253   | 18    | 59    | 6       | 0       | 1     | 68    | 27    | 3     | 4        | 12       | 2        | 18    | 0    | 0     | 30    | 8        | .233  | .284     | .269     | .553  |
| 1957년      | 니시테쓰    | 59    | 102   | 94    | 3     | 22    | 2       | 0       | 0     | 24    | 13    | 0     | 1        | 3        | 0        | 5     | 0    | 0     | 13    | 4        | .234  | .273     | .255     | .528  |
| 1958년      | 니시테쓰    | 31    | 46    | 41    | 2     | 5     | 0       | 0       | 0     | 5     | 5     | 0     | 0        | 2        | 1        | 2     | 0    | 0     | 9     | 1        | .122  | .163     | .122     | .285  |
| 1959년      | 니시테쓰    | 13    | 15    | 15    | 0     | 1     | 0       | 0       | 0     | 1     | 0     | 0     | 0        | 0        | 0        | 0     | 0    | 0     | 3     | 0        | .067  | .067     | .067     | .133  |
| 통산 : 18년 | 통산 : 18년 | 1530  | 4956  | 4419  | 336   | 1048  | 142     | 6       | 56    | 1370  | 506   | 19    | 19       | 111      | 10       | 398   | 1    | 16    | 336   | 56       | .237  | .303     | .310     | .613  |